# Distretto di Başmakçı
Il distretto di Başmakçı (in turco Başmakçı ilçesi) è uno dei distretti della provincia di Afyonkarahisar, in Turchia.